# Телма Ріттер
Телма Ріттер (англ. Thelma Ritter; 14 лютого 1905 — 5 лютого 1969) — американська акторка, володарка премії «Тоні», а також шестиразова номінантка на «Оскар». Всі шість номінацій Ріттер отримала за ролі другого плану. Їй належить рекорд в даній категорії за кількістю номінацій (6) без перемог, причому 4 з них були з інтервалом в 1 рік.

## Вибрана фільмографія
| Рік  |   | Українська назва      | Оригінальна назва      | Роль                      |
| ---- | - | --------------------- | ---------------------- | ------------------------- |
| 1947 | ф | Диво на 34-й вулиці   | Miracle on 34th Street | мати Пітера (не в титрах) |
| 1950 | ф | Все про Єву           | All About Eve          | Бірді                     |
| 1954 | ф | Вікно у двір          | Rear Window            | Стела                     |
| 1962 | ф | Птахолов з Алькатраса | Birdman of Alcatraz    | Елізабет Страуд           |
| 1962 | ф | Як підкорили Захід    | How the West Was Won   | Агата Клегг               |

## Нагороди
- «Тоні» 1958 — «Краща акторка в мюзиклі» («Нова дівчина в місті»)